# Hildegard Schirmacher
Hildegard Schirmacher (* 31. August 1924 als Ernst Schirmacher in Stuttgart; † 7. März 2015 in Limburg an der Lahn) war eine deutsche Architektin, Bauhistorikerin und Denkmalschützerin. Schwerpunkt ihrer Arbeit waren die historische Stadtentwicklung und der Denkmalschutz in Limburg an der Lahn.

## Leben und Wirken

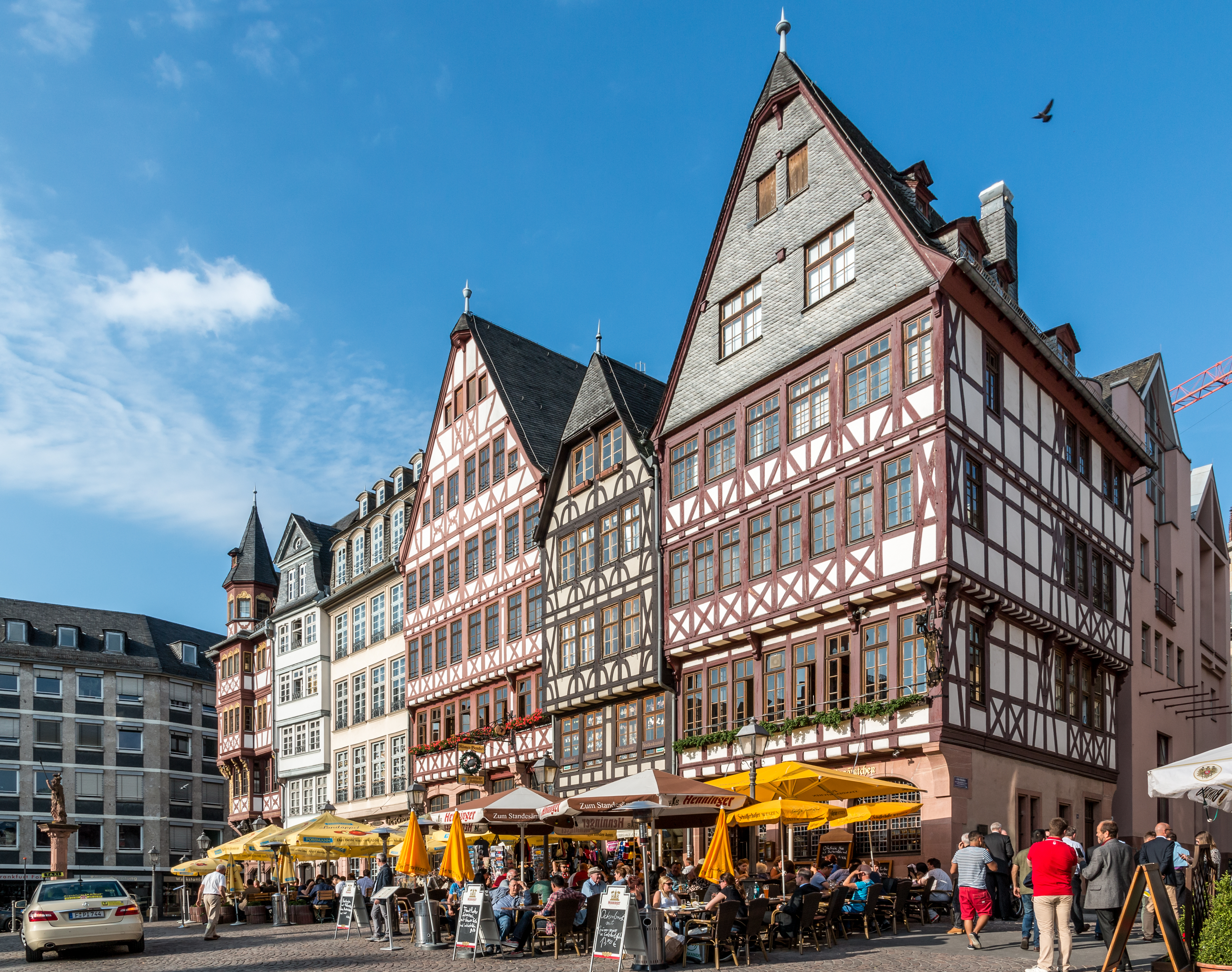
Die Ostzeile des Frankfurter Römerbergs wurde unter Schirmachers Leitung rekonstruiert (Foto: 2015)

Ernst Schirmacher arbeitete als junger Architekt am Stadtbauamt Frankfurt am Main und war dort unter anderem an der Planung des Gebäudes der Oberfinanzdirektion Frankfurt am Main im Nordend beteiligt. 1961 wurde er an der Technischen Hochschule Darmstadt mit einer Arbeit über die Entstehung und Entwicklung der mittelalterlichen Stadt Limburg zum Doktoringenieur promoviert. Die Arbeit gilt noch heute als Standardwerk zur Limburger Stadtentwicklung in dieser Epoche.
Im Jahr 1967 wirkte Schirmacher an der Altstadtsanierung in Bebra mit. 1967 stellte er in Limburg ein System zur Erfassung einzelner Gebäude vor. Dieses wurde in der Folge zur Grundlage für die dortige Altstadtsanierung. Im Jahr 1968 wurde Schirmacher zum leitenden Architekten der Limburger Altstadtsanierung ernannt, die in den folgenden Jahrzehnten zum Vorbild für ähnliche Vorhaben im gesamten Bundesgebiet werden sollte.
Im Jahr 1973 erwarb Schirmacher das einstige Gebäude der Scholasterei am Limburger Dom als Sitz seiner Familie sowie seines Architekturbüros. In den Folgejahren restaurierte er das Haus. Darüber hinaus war Schirmacher ehrenamtlich und bürgerschaftlich in vielen Debatten rund um Städtebau und Denkmalschutz in Limburg engagiert, war Gründungsvorsitzender des Fördervereins Limburger Schloss sowie Vorsitzender und langjähriges Mitglied des Denkmalbeirats der Stadt.
Von 1981 bis 1983 füllte Schirmacher in Frankfurt am Main die Funktion des ausführenden Architekten für die Rekonstruktion der Ostzeile des Römerbergs nach Plänen des Berliner Büros BJSS (Bangert, Jansen, Scholz, Schultes) aus. 1988 war er Gründungsmitglied der Hessischen Akademie der Forschung und Planung im ländlichen Raum.
Seit dem Jahr 1997 führte Schirmacher unter dem Vornamen Hildegard ein Leben als Frau. Nach ihrem Tod hinterließ sie dem Stadtarchiv Limburg eine umfangreiche Sammlung von Fotos, Zeichnungen und Manuskripten, die insbesondere Auskunft über die historische Bausubstanz und die Altstadtsanierung geben.
Im August 2019 beschloss der für die Limburger Kernstadt zuständige Ortsbeirat, einen Platz am denkmalgeschützten Walderdorffer Hof in der Altstadt nach Hildegard Schirmacher zu benennen. Die zugehörige Zeremonie fand zu ihrem fünften Todestag im Jahr 2020 statt.

## Werke (Auswahl)
- Limburg an der Lahn: Entstehung und Entwicklung der mittelalterlichen Stadt. In: Veröffentlichungen der Historischen Kommission für Nassau. Band 16. Wiesbaden 1963.
- Erhaltung im Städtebau: Grundlagen, Bereiche, gestaltbezogene Ortstypologie. In: Schriftenreihe des Bundesministers für Raumordnung, Bauwesen und Städtebau. Band 2: Stadtentwicklung. Bonn-Bad Godesberg 1972.
- Altstadtsanierung: Zum Beispiel Limburg an der Lahn. In: Die alte Stadt 8, 1981, ISSN 0170-9364, S. 190–211, (unter Mitwirkung von B. Conradi und J. Ebel). Altstadtsanierung: Zum Beispiel Limburg an der Lahn. Abgerufen am 26. Juli 2024. 6,7 MB.
- Stadtvorstellungen: die Gestalt der mittelalterlichen Städte. Erhaltung und planendes Handeln. Artemis, Zürich 1988.
- Die Innenrestaurierung des Frankfurter St. Bartholomäus-Domes: Studien und Programme. Magistrat der Stadt Frankfurt am Main, Dezernat Bau, Hochbauamt, 1989.
- Die Lintburk 910: Eine Spurensuche. In: Limburg im Fluss der Zeit: Schlaglichter aus 1100 Jahren Stadtgeschichte (= Beiträge zur Geschichte der Kreisstadt Limburg a. d. Lahn. Band 1). Limburg a. d. Lahn 2010, S. 35–62.

## Auszeichnungen
- Goldplakette im Bundeswettbewerb „Stadtgestalt und Denkmalschutz“ 1978
- „Prix Europeen de la Reconstruction de la Ville“ für den Wiederaufbau von sechs Fachwerkhäusern am Frankfurter Römerberg
- Ehrenplakette der Stadt Limburg 2004[4]